# Titus (discipel)
 For alternative betydninger, se Titus (flertydig). (Se også artikler, som begynder med Titus)
Titus (det var et almindeligt romersk navn i antikken og betyder agtværdige) nævnes i Det Ny Testamente som én i apostlen Paulus' følge. Titus nævnes flere gang i de paulinske breve, og et af Biblens skrifter er stilet til ham: Paulus' Brev til Titus, Titusbrevet.
Titus var med Paulus og Barnabas i Antiokia og ledsagede dem til Apostelmødet i Jerusalem (ApG 15,2 og Gal 2,1-3).
Han var angiveligligt ikke-jøde, idet det fremgår at Paulus ikke ville omskære ham (Gal 2,3). Titus's manglende omskæring bliver af Paulus brugt som vidnesbyrd på, at hedninger der omvendes til kristendommen, ikke behøver at overholde de jødiske foreskrifter, for at være rigtige kristne.
Ved en senere lejlighed placeres Titus ifølge de paulinske breve i Efesos sammen med Paulus og Timotheus hvorfra han sendes til Korinth for at indsamle en pengegave til de fattige kristne i Jerusalem (2 Kor 8,6 og 2 Kor 12,18).
Han omtales sidste gang i 2 Tim 4,10, hvor han opholder sig i Rom sammen med Paulus, der nu er i fangenskab. Det Ny Testamente omtaler ikke hans død. – Ifølge kirketraditionen blev Titus ordineret til Biskop på Kreta. Han døde ifølge traditionen i år 107 95 år gammel.
I den katolske kalender blev han oprindelig fejret den 6. februar, men hans dag blev siden flyttet til d. 26. januar.